# Ratschreiber
Ratschreiber ist eine Funktionsbezeichnung aus dem Verwaltungsrecht.

## Deutschland
In Baden-Württemberg ist Ratschreiber der Titel eines kommunalen Beamten in der Gemeindeverwaltung. Heute wirkt er als Leiter einer kommunalen Grundbucheinsichtsstelle (vgl. § 35a Abs. 2, 3 LFGG). Seit 1. Januar 2023 gilt die neue Regelung nach § 35b des Landesgesetzes über die freiwillige Gerichtsbarkeit: Danach kann jede Gemeinde in Baden-Württemberg einen oder mehrere Ratschreiber bestellen; die Bestellung erfolgt  durch Bestimmung des Bürgermeisters. Der Ratschreiber ist allgemein befugt, Unterschriften und Abschriften öffentlich zu beglaubigen. Zur Beglaubigung eines Handzeichens ist er nicht befugt. Er soll ferner Unterschriften nicht beglaubigen, wenn die Urkunde zur Verwendung im Ausland bestimmt ist.
Bis zum 31. Dezember 2017 bestellte jede Gemeinde, die Sitz eines Grundbuchamtes oder einer Grundbucheinsichtsstelle ist, einen oder in bestimmten Fällen auch mehrere Ratschreiber (§ 31 Landesgesetz über die Freiwillige Gerichtsbarkeit Baden-Württemberg, LFGG). Seine Aufgaben bestanden vor allem in der Entgegennahme von Erklärungen in Grundstücksangelegenheiten und der Erteilung von Grundbuchabschriften. Im badischen Landesteil amtierte er darüber hinaus als Urkundsbeamter und kaufmännischer Leiter der Geschäftsstelle des Grundbuchamts (§ 32 LFGG). In ganz Baden-Württemberg war er zur öffentlichen Beglaubigung von Unterschriften und Abschriften berechtigt. Eine Beglaubigung von Handzeichen durfte der Ratschreiber nach dem LFGG nicht vornehmen. Zum 1. Januar 2018 wurde die Funktion durch Streichung der §§ 31 und 32 LFGG Baden-Württ. abgeschafft. Eine Überleitungsregelung trifft § 35a Rechtspflegergesetz.

## Schweiz
In den Schweizer Kantonen Appenzell Ausserrhoden, Appenzell Innerrhoden und Glarus ist Ratschreiber die Bezeichnung für den Leiter der zentralen Stabsstelle der Kantonsregierung und des Kantonsparlaments. In den meisten andern Kantonen wird diese Funktion Staatsschreiber, in einigen Kantonen Landschreiber genannt.